# Monique Trédé-Boulmer
Pour les articles homonymes, voir Trede.
 (mai 2017).
Si vous disposez d'ouvrages ou d'articles de référence ou si vous connaissez des sites web de qualité traitant du thème abordé ici, merci de compléter l'article en donnant les références utiles à sa vérifiabilité et en les liant à la section « Notes et références ».
Monique Trédé-Boulmer, née le 15 avril 1944 dans le 16e arrondissement de Paris, est une helléniste française.

## Biographie
Ancienne élève de l'École normale supérieure de jeunes filles (1963-1968), agrégée de grammaire (1967), docteur ès lettres de Paris IV (1987), elle a enseigné successivement aux universités de Paris IV (1967-1968), d'Aix-en-Provence (1968-1970), de Rouen (1989-1998), à l'École normale supérieure de jeunes filles (1970-1985) et à l'École normale supérieure de la rue d'Ulm (1985-1989 puis de nouveau à partir de 1998) dont, professeur des universités en langue et littérature grecques, elle dirige le Centre d'études anciennes. 
Elle a été directrice de la recherche et des études littéraires puis directrice adjointe de l'École normale supérieure de la rue d'Ulm (1995-2001). Commandeur dans l’ordre des Palmes académiques, officier dans l’ordre national de la Légion d'honneur, officier dans l’ordre national du Mérite, elle est présidente de l’association de Sauvegarde des enseignements littéraires (SEL). Élève de Jacqueline de Romilly, sa directrice de thèse, elle a consacré ses travaux à la littérature grecque d'époque archaïque et classique. Sa thèse, soutenue en 1987, est consacrée à l'étude de la notion de καιρός en grec et a paru sous le titre Kaïros, l'à propos et l'occasion. Après de nombreuses contributions consacrées aux auteurs classiques, ses travaux portent principalement sur Aristophane et le rire des Anciens.

## Œuvres
- Kaïros, l'à-propos et l'occasion, Klincksieck, 1992.
- (en collaboration avec Suzanne Saïd) La Littérature grecque d'Homère à Aristote, PUF, coll. « Que sais-je ? », 1990 ; traduit en portugais (A Literature Grega de Homero a Aristoteles, Publicaçoes Europa-America, 1992) et en anglais (A Short History of Greek Literature, Routledge, 1997).
- (en collaboration avec Suzanne Saïd), La Littérature grecque d'Alexandre à Justinien, PUF, coll. « Que sais-je ? », 1990.
- Platon, Le Banquet, introduction et notes à la traduction de Philippe Jaccottet, Livre de poche classique, 1991.
- (éd. en collaboration avec Marie-Françoise Baslez et Philippe Hoffmann), Le Monde du roman grec, Études de littérature ancienne, t. IV, PENS, 1992.
- Platon, Protagoras, traduction nouvelle de Monique Trédé (notes et dossier dus à Paul Demont et Monique Trédé), Livre de poche classique, 1993.
- (éd. en collaboration avec Clara Auvray et Philippe Hoffmann), Le Rire des Anciens, PENS, 1998.
- (en collaboration avec Suzanne Saïd et Alain Le Boulluec), Littérature grecque, PUF, 1997 ; éd. revue : 2003 ; traduit en grec (Historia tès Hellénikès Logotechnias, deux tomes, Athènes, Papazisi, 2001-2005).
- (dir.) Euripide, Théâtre complet, t. I, Garnier-Flammarion, 2000.
- (auteur d’une quarantaine d’articles et responsable de la part « Littérature grecque et latine ») Jean Leclant (sous la dir. de), Dictionnaire de l'Antiquité, PUF, 2005.
- (en collaboration avec Jacqueline de Romilly) Petites leçons sur le grec ancien, Stock, 2008 ; LGF, 2010, poche, 148 p.  (ISBN 2-2531-2912-7 et 978-2-2531-2912-7)
  - éd. grecque : Μαθήματα ελληνικών / Ζακλίν ντε Ρομιγύ, Μονίκ Τρεντέ · μετάφραση Χριστιάννα Σαμαρά · επιμέλεια σειράς Τάκης Θεοδωρόπουλος. - 1η έκδ. - Αθήνα : Ωκεανίδα, 2009. - 232σ. · 21x14εκ.  (ISBN 978-9-6041-0588-5)

## Distinctions
- Commandeur de l'ordre des Palmes académiques (2021)[3].
- Officier de la Légion d'honneur (2017) ; chevalier en 2000[4].
- Officier de l'ordre national du Mérite (2010)[5].